# Ботвай, Карой (виолончелист)
Карой Ботвай (венг. Botvay Károly; род. 29 декабря 1932) — венгерский виолончелист, композитор и дирижёр.
Учился в Будапеште, среди учителей Ботвая был Золтан Кодаи. Завоёвывал первые премии на нескольких венгерских музыкальных конкурсах. Однако особую склонность Ботвай питал к ансамблевому музицированию. В 1960 г. он стал участником квартета Комлоша, чуть позже переименованного в квартет имени Бартока, и выступал в его составе до 1977 г., в 1979 г. присоединился к квартету Вега, а с 1985 г. Карой Ботвай — виолончелист Нового Будапештского квартета. В 1977 г. он основал камерный оркестр «Будапештские струнные» и возглавил его в качестве художественного руководителя. Он также преподаёт в Будапештской музыкальной академии имени Листа.